# Outubro (documentário)
Outubro é um documentário brasileiro dirigido por Maria Ribeiro e Loiro Cunha, que teve a primeira exibição na 43ª Mostra Internacional de Cinema de São Paulo, em 25 de outubro de 2019. 

## Sinopse
Em outubro de 2018, uma semana antes da eleição presidencial, a atriz e escritora Maria Ribeiro decide registrar um país dividido – e faz um paralelo entre a tensão política e o fim de um casamento. O documentário tem entrevistas com personalidades, como a candidata a vice-presidente Manuela d’Ávila e a psicanalista Maria Rita Kehl.